# Spring Garden-Signal Hill
Spring Garden-Signal Hill es una localidad de Trinidad y Tobago, que forma parte de la parroquia de St. Andrew.

## Geografía
La localidad abarca parte de la isla de Tobago y limita al norte con Patience Hill y Mount Marie, al sur  y este con Lambeau y al oeste con Signal Hill-Patience Hill.

## Demografía
Datos demográficos de la localidad de Spring Garden-Signal Hill:
| Gráfica de evolución demográfica de Spring Garden-Signal Hill entre 2000 y 2011 |
|                                                                                 |